# テリー・マークウェル
テリー・マークウェル（Terry Markwell）は、アメリカ合衆国の女優。

## 出演作品
- バトルフィールド（モリー・ダグラス役）
- 殺人調書101（アン・ライダー役）
- 新スパイ大作戦（ケイシー・ランドール役）
- ボディ・クロス/殺しは危険な香り（イヴ・スパイサー役）